# Slimnic (gmina)
Slimnic – gmina w Rumunii, w okręgu Sybin. Obejmuje miejscowości Albi, Pădureni, Ruși, Slimnic i Veseud. W 2011 roku liczyła 3581 mieszkańców.